# Großer Preis von Russland 2016
Der Große Preis von Russland 2016 (offiziell 2016 Formula 1 Russian Grand Prix) fand am 1. Mai auf dem Sochi Autodrom in Sotschi statt und war das vierte Rennen der Formel-1-Weltmeisterschaft 2016.

## Bericht

### Hintergründe
Nach dem Großen Preis von China führte Nico Rosberg in der Fahrerwertung mit 36 Punkten vor Lewis Hamilton und mit 39 Punkten vor Daniel Ricciardo. In der Konstrukteurswertung führte Mercedes mit 53 Punkten vor Ferrari und mit 57 Punkten vor Red Bull.
Beim Großen Preis von Russland stellte Pirelli den Fahrern die Reifenmischungen P Zero Medium (weiß), P Zero Soft (gelb) und P Zero Supersoft (rot) sowie für Nässe Cinturato Intermediates (grün) und Cinturato Full-Wets (blau) zur Verfügung.
An der Strecke wurden im Vergleich zum Vorjahr mehrere Veränderungen vorgenommen, so wurde am Ausgang von Kurve 1 der Winkel der Mauer zur Strecke verringert, hierzu wurden die Öffnungen in der Wand neu angeordnet. Die Auslaufzonen von Kurve 2 und Kurve 13, in der Carlos Sainz jr. im Vorjahr verunfallt war, wurden im Bereich vor den TecPro-Barrieren asphaltiert. Um das Abkürzen in Kurve 2 zu verhindern, wurde am Kurvenausgang ein weiterer Randstein mit dahinter liegendem Kunstrasen installiert. In Kurve 16 wurde zudem ein zusätzlicher 50 Millimeter höherer, Randstein hinter den Curbs platziert.
Die Strecke hatte zwei DRS-Zonen. Die erste Zone begann am Scheitelpunkt von Kurve 1, der Messpunkt befand sich 138 Meter vor der Kurve. Der zweite Messpunkt lag 72 Meter vor Kurve 10, direkt danach auf der Gegengeraden, 230 Meter hinter der Kurve begann die zweite DRS-Zone.
Max Verstappen (acht), Marcus Ericsson, Nico Hülkenberg (jeweils vier), Kimi Räikkönen, Sebastian Vettel (jeweils drei), Fernando Alonso, Valtteri Bottas, Romain Grosjean, Hamilton, Rio Haryanto, Daniil Kwjat und Felipe Nasr (jeweils zwei) gingen mit Strafpunkten ins Rennwochenende.
Mit Hamilton (zweimal) trat ein ehemaliger Sieger zu diesem Grand Prix an.
Als Rennkommissare fungierten Paul Gutjahr (CHE), Emanuele Pirro (ITA), Nish Shetty (SIN) und Wassili Skryl (RUS).
Vor dem Rennen investierte Mercedes zwei der zur Entwicklung während der Saison zur Verfügung stehenden Token für eine Verbesserung am Benzinsystem, ein Motorenwechsel war hierfür nicht notwendig. Ferrari wendete sogar drei Token für eine Veränderung am Brennraum auf, Vettel und Räikkönen mussten jedoch im Gegensatz zu den Mercedes-Piloten den Verbrennungsmotor austauschen.

### Training
Im ersten freien Training fuhr Rosberg mit einer Rundenzeit von 1:38,127 Minuten die Bestzeit vor Hamilton und Vettel. Ricciardo testete im Laufe des Trainings erstmals eine von Red Bull als Alternative zum Halo-System entwickelte Windschutzscheibe.
Im zweiten freien Training war Hamilton in 1:38,311 Minuten der Schnellste vor Vettel und Rosberg. Vettel rollte mit einem Elektronikproblem aus.
Im dritten freien Training fuhr Hamilton mit einer Rundenzeit von 1:36,403 Minuten erneut die Bestzeit vor Rosberg und Vettel.

### Qualifying
Das Qualifying bestand aus drei Teilen mit einer Nettolaufzeit von 45 Minuten. Im ersten Qualifying-Segment (Q1) hatten die Fahrer 18 Minuten Zeit, um sich für das Rennen zu qualifizieren. Alle Fahrer, die im ersten Abschnitt eine Zeit erzielten, die maximal 107 Prozent der schnellsten Rundenzeit betrug, qualifizierten sich für den Grand Prix. Die besten 16 Fahrer erreichten den nächsten Teil. Hamilton war Schnellster. Die Sauber, Manor- und Renault-Fahrer schieden aus.
Der zweite Abschnitt (Q2) dauerte 15 Minuten. Die schnellsten zehn Piloten qualifizierten sich für den dritten Teil des Qualifyings. Rosberg war Schnellster. Die Haas- und McLaren-Piloten, Hülkenberg und Sainz jr. schieden aus.
Der finale Abschnitt (Q3) ging über eine Zeit von zwölf Minuten, in denen die ersten zehn Startpositionen vergeben wurden. Rosberg fuhr die Bestzeit vor Vettel und Bottas. Es war die 24. Pole-Position für Rosberg. Hamilton konnte in diesem Abschnitt nicht auf die Strecke gehen, da bei seinem Wagen das gleiche Problem mit dem ERS wie beim Rennen in China auftrat.
Vettel erhielt eine Startplatzstrafe in Höhe von fünf Plätzen, da bei seinem Fahrzeug das Getriebe gewechselt wurde. Damit startete zum ersten Mal seit dem Großen Preis von Deutschland 2014 ein Williams-Pilot aus der ersten Startreihe.

### Rennen
Beim Start blieben die Positionen an der Spitze zunächst unverändert. Beim Anbremsen der zweiten Kurve überholte Räikkönen Bottas und übernahm den zweiten Platz. Vettel, der bereits Pérez überholt hatte, griff Ricciardo an. Der unmittelbar hinter Vettel fahrende Kwjat verbremste sich und berührte dabei das rechte Hinterrad von Vettels Ferrari. Dieser stellte sich dabei quer und berührte Ricciardos Wagen, der daraufhin mit seinem Frontflügel wiederum das rechte Hinterrad von Pérez berührte, der in der Folge einen Reifenschaden erlitt. Im hinteren Teil des Feldes verbremste sich Esteban Gutiérrez, der auf Hülkenberg auffuhr. Hülkenbergs Force India drehte sich in Folge der Berührung, der herannahende Haryanto konnte nicht mehr ausweichen und kollidierte mit ihm. Haryanto und Hülkenberg schieden aus. In der direkt folgenden Kurve 3 berührte Kwjat Vettel erneut, der sich dabei drehte und in die Streckenbegrenzung einschlug, auch er schied aus. Die Rennleitung rief zunächst eine virtuelle Safety-Car-Phase aus. Nachdem klar wurde, dass sich unzählige Trümmerteile auf der Strecke befanden, wurde kurz darauf das Safety-Car auf die Strecke geschickt. Am Ende der Runde fuhren Kwjat, Ricciardo, Gutiérrez und Pérez zu Reparaturstopps an die Box, Ericsson wechselte seine Reifen. Kwjat, Ricciardo und Gutiérrez wechselten auf die härteste Mischung Medium, in der Hoffnung, das Rennen ohne weiteren Boxenstopp zu Ende fahren zu können.
Rosberg führte derweil vor Räikkönen, Bottas, Felipe Massa, Hamilton, Verstappen, Alonso, Grosjean, Kevin Magnussen und Jolyon Palmer.
Am Ende der dritten Runde wurde das Rennen wieder freigegeben. Bottas überholte beim Anbremsen der zweiten Kurve Räikkönen, Hamilton ging an Massa vorbei. In den folgenden Runden verkürzte Hamilton den Rückstand auf Räikkönen und überholte ihn in der siebten Runde.
Die Rennkommissare gaben in der achten Runde ihre Entscheidungen zu den Vorfällen in der ersten Runde bekannt: Kwjat erhielt für das Verursachen zweier Kollisionen eine Zehn-Sekunden-Stop-and-Go-Strafe sowie drei Strafpunkte, Gutiérrez für das Verursachen der Kollision mit Hülkenberg eine Durchfahrtstrafe und zwei Strafpunkte. Beide traten die Strafe in den folgenden beiden Runden an.
In der 16. Runde begannen die regulären Reifenwechsel, Bottas wechselte auf Soft, die mittlere Reifenmischung. Eine Runde später wechselte auch Hamilton und eine weitere Runde später Massa auf Soft. In der 19. Runde überholte Hamilton Bottas und kurz darauf auch Alonso, außerdem fuhr er die bis dahin schnellste Runde des Rennens. Eine Runde später überholte auch Bottas Alonso, der genau wie Räikkönen zum Reifenwechsel an die Box fuhr. Räikkönen kam dabei unmittelbar vor Bottas auf die Strecke zurück.
Eine weitere Runde später wechselte auch Rosberg, der dennoch in Führung blieb, seine Reifen. Hinter ihm lag Verstappen, der als einziger aus der Führungsgruppe noch nicht an der Box gewesen war. Dritter war Hamilton, vor Räikkönen, Bottas, Massa und Pérez.
Verstappen fuhr in der 22. Runde zum Reifenwechsel an die Box. Sein Teamkollege Sainz jr. überholte im Kampf um Platz 13 Palmer und drängte ihn dabei von der Strecke. Er erhielt für diese Aktion eine Zehn-Sekunden-Strafe sowie zwei Strafpunkte.
Auch im hinteren Feld gab es mehrere Positionskämpfe, Pascal Wehrlein griff in Kurve 2 Nasr an, der die Strecke verließ und wieder auf die Fahrbahn fuhr, ohne auf die hierfür angebrachte Markierung zu achten. Er erhielt dafür eine Fünf-Sekunden-Strafe.
Pérez wechselte am Ende der 28. Runde auf die Soft-Mischung und fiel von sechsten auf den dreizehnten Platz zurück. Hamilton fuhr zu diesem Zeitpunkt erneut die bis dahin schnellste Rennrunde. Ricciardo überholte derweil Magnussen, der jedoch kurz darauf wieder an Ricciardo vorbeiging. Der dahinter fahrende Grosjean nutzte die Gelegenheit aus und überholte ebenfalls Ricciardo, der daraufhin zum Reifenwechsel an die Box fuhr. Für Rosberg begannen zu diesem Zeitpunkt die Überrundungen, Hamilton fuhr derweil erneut die schnellsten Rennrunden und verkürzte seinen Rückstand auf Rosberg auf weniger als acht Sekunden.
In der 34. Runde schied Verstappen mit einem Motorschaden aus. Die Box meldete kurz darauf per Funk an Hamilton, dass es an seinem Mercedes ein Problem mit dem Wasserdruck gebe. Er fuhr daraufhin langsamer, der Rückstand auf den führenden Rosberg vergrößerte sich wieder deutlich. Bei Wehrlein gab es unterdessen ein Problem beim Reifenwechsel, so dass er auf den letzten Platz zurückfiel.
In der 46. Runde wechselte Massa noch einmal die Reifen, er hatte jedoch so viel Vorsprung auf Alonso, dass er auf dem fünften Platz blieb. Button überholte in der gleichen Runde Sainz jr. und lag nun auch ohne die Zehn-Sekunden-Strafe für Sainz jr. auf dem zehnten Platz. In den letzten beiden Runden drosselte Hamilton das Tempo deutlich, er verlor in diesen beiden Runden weitere acht Sekunden auf Rosberg, der in der vorletzten Runde die schnellste Runde des Rennens fuhr.
Rosberg gewann das Rennen vor Hamilton und Räikkönen. Es war Rosbergs 18. Sieg in der Formel-1-Weltmeisterschaft sowie der vierte Saisonsieg im vierten Rennen, saisonübergreifend sogar der siebte in Folge. Da er außerdem von der Pole-Position startete, die schnellste Rennrunde fuhr und alle Rennrunden anführte, gelang ihm ein Hattrick sowie gleichzeitig ein Grand Slam. Die weiteren Punkteplatzierungen belegten Bottas, Massa, Alonso, Magnussen, Grosjean, Pérez und Button. Es waren die ersten Punkteplatzierungen der Saison für Alonso, Magnussen, Pérez, Button und das Renault-Team, das zuletzt beim Großen Preis von Singapur 2009 WM-Punkte erzielte. Es war außerdem das erste Mal seit dem Großen Preis von Italien 2012, dass beide Red-Bull-Teams keine Punkteplatzierung bei einem Grand Prix erreichten.
In der Fahrerwertung baute Rosberg seinen Vorsprung auf Hamilton weiter aus, neuer Dritter war Räikkönen. In der Konstrukteurswertung vergrößerte Mercedes seinen Vorsprung auf Ferrari und Red Bull.

## Meldeliste
| Team                          | Nr. | Fahrer            | Chassis                | Motor                       | Reifen |
| ----------------------------- | --- | ----------------- | ---------------------- | --------------------------- | ------ |
| Mercedes AMG Petronas F1 Team | 44  | Lewis Hamilton    | Mercedes F1 W07 Hybrid | Mercedes-Benz PU106C Hybrid | P      |
| Mercedes AMG Petronas F1 Team | 06  | Nico Rosberg      | Mercedes F1 W07 Hybrid | Mercedes-Benz PU106C Hybrid | P      |
| Scuderia Ferrari              | 05  | Sebastian Vettel  | Ferrari SF16-H         | Ferrari 059/5               | P      |
| Scuderia Ferrari              | 07  | Kimi Räikkönen    | Ferrari SF16-H         | Ferrari 059/5               | P      |
| Williams Martini Racing       | 19  | Felipe Massa      | Williams FW38          | Mercedes-Benz PU106C Hybrid | P      |
| Williams Martini Racing       | 77  | Valtteri Bottas   | Williams FW38          | Mercedes-Benz PU106C Hybrid | P      |
| Red Bull Racing               | 03  | Daniel Ricciardo  | Red Bull RB12          | TAG Heuer                   | P      |
| Red Bull Racing               | 26  | Daniil Kwjat      | Red Bull RB12          | TAG Heuer                   | P      |
| Sahara Force India F1 Team    | 27  | Nico Hülkenberg   | Force India VJM09      | Mercedes-Benz PU106C Hybrid | P      |
| Sahara Force India F1 Team    | 11  | Sergio Pérez      | Force India VJM09      | Mercedes-Benz PU106C Hybrid | P      |
| Sahara Force India F1 Team    | 34  | Alfonso Celis     | Force India VJM09      | Mercedes-Benz PU106C Hybrid | P      |
| Renault Sport F1 Team         | 20  | Kevin Magnussen   | Renault R.S.16         | Renault Energy F1 2016      | P      |
| Renault Sport F1 Team         | 30  | Jolyon Palmer     | Renault R.S.16         | Renault Energy F1 2016      | P      |
| Renault Sport F1 Team         | 46  | Sergei Sirotkin   | Renault R.S.16         | Renault Energy F1 2016      | P      |
| Scuderia Toro Rosso           | 33  | Max Verstappen    | Toro Rosso STR11       | Ferrari 059/4               | P      |
| Scuderia Toro Rosso           | 55  | Carlos Sainz jr.  | Toro Rosso STR11       | Ferrari 059/4               | P      |
| Sauber F1 Team                | 09  | Marcus Ericsson   | Sauber C35             | Ferrari 059/5               | P      |
| Sauber F1 Team                | 12  | Felipe Nasr       | Sauber C35             | Ferrari 059/5               | P      |
| McLaren Honda                 | 14  | Fernando Alonso   | McLaren MP4-31         | Honda RA616H                | P      |
| McLaren Honda                 | 22  | Jenson Button     | McLaren MP4-31         | Honda RA616H                | P      |
| Manor Racing MRT              | 94  | Pascal Wehrlein   | Manor MRT05            | Mercedes-Benz PU106C Hybrid | P      |
| Manor Racing MRT              | 88  | Rio Haryanto      | Manor MRT05            | Mercedes-Benz PU106C Hybrid | P      |
| Haas F1 Team                  | 08  | Romain Grosjean   | Haas VF-16             | Ferrari 059/5               | P      |
| Haas F1 Team                  | 21  | Esteban Gutiérrez | Haas VF-16             | Ferrari 059/5               | P      |

Anmerkungen
1. 1 2  Der Force India mit der Startnummer 34 wurde im ersten freien Training für Celis eingesetzt. Hülkenberg übernahm das Fahrzeug anschließend für das restliche Rennwochenende mit seiner Startnummer 27.
2. 1 2  Der Renault mit der Startnummer 46 wurde im ersten freien Training für Sirotkin eingesetzt. Magnussen übernahm das Fahrzeug anschließend für das restliche Rennwochenende mit seiner Startnummer 20.

## Klassifikationen

### Qualifying
| Pos.                                                                      | Fahrer            | Konstrukteur         | Q1       | Q2       | Q3         | Start |
| ------------------------------------------------------------------------- | ----------------- | -------------------- | -------- | -------- | ---------- | ----- |
| 01                                                                        | Nico Rosberg      | Mercedes             | 1:36,119 | 1:35,337 | 1:35,417   | 01    |
| 02                                                                        | Sebastian Vettel  | Ferrari              | 1:36,555 | 1:36,623 | 1:36,123   | 07    |
| 03                                                                        | Valtteri Bottas   | Williams-Mercedes    | 1:37,746 | 1:37,140 | 1:36,536   | 02    |
| 04                                                                        | Kimi Räikkönen    | Ferrari              | 1:36,976 | 1:36,623 | 1:36,663   | 03    |
| 05                                                                        | Felipe Massa      | Williams-Mercedes    | 1:37,753 | 1:37,230 | 1:37,016   | 04    |
| 06                                                                        | Daniel Ricciardo  | Red Bull-TAG Heuer   | 1:38,091 | 1:37,569 | 1:37,125   | 05    |
| 07                                                                        | Sergio Pérez      | Force India-Mercedes | 1:38,006 | 1:37,282 | 1:37,212   | 06    |
| 08                                                                        | Daniil Kwjat      | Red Bull-TAG Heuer   | 1:38,265 | 1:37,606 | 1:37,459   | 08    |
| 09                                                                        | Max Verstappen    | Toro Rosso-Ferrari   | 1:38,123 | 1:37,510 | 1:37,583   | 09    |
| 10                                                                        | Lewis Hamilton    | Mercedes             | 1:36,003 | 1:35,820 | keine Zeit | 10    |
| 11                                                                        | Carlos Sainz jr.  | Toro Rosso-Ferrari   | 1:37,784 | 1:37,652 | –          | 11    |
| 12                                                                        | Jenson Button     | McLaren-Honda        | 1:38,332 | 1:37,701 | –          | 12    |
| 13                                                                        | Nico Hülkenberg   | Force India-Mercedes | 1:38,562 | 1:37,771 | –          | 13    |
| 14                                                                        | Fernando Alonso   | McLaren-Honda        | 1:37,791 | 1:37,807 | –          | 14    |
| 15                                                                        | Romain Grosjean   | Haas-Ferrari         | 1:38,383 | 1:38,055 | –          | 15    |
| 16                                                                        | Esteban Gutiérrez | Haas-Ferrari         | 1:38,678 | 1:38,115 | –          | 16    |
| 17                                                                        | Kevin Magnussen   | Renault              | 1:38,914 | –        | –          | 17    |
| 18                                                                        | Jolyon Palmer     | Renault              | 1:39,009 | –        | –          | 18    |
| 19                                                                        | Felipe Nasr       | Sauber-Ferrari       | 1:39,018 | –        | –          | 19    |
| 20                                                                        | Pascal Wehrlein   | Manor-Mercedes       | 1:39,399 | –        | –          | 20    |
| 21                                                                        | Rio Haryanto      | Manor-Mercedes       | 1:39,463 | –        | –          | 21    |
| 22                                                                        | Marcus Ericsson   | Sauber-Ferrari       | 1:39,519 | –        | –          | 22    |
| 107-Prozent-Zeit: 1:42,726 min (bezogen auf Q1-Bestzeit von 1:36,006 min) |                   |                      |          |          |            |       |

Anmerkungen
1. ↑  Vettel wurde wegen eines Getriebewechsels um fünf Startplätze nach hinten versetzt.

### Rennen
| Pos. | Fahrer            | Konstrukteur         | Runden | Stopps | Zeit        | Start | Schnellste Runde |
| ---- | ----------------- | -------------------- | ------ | ------ | ----------- | ----- | ---------------- |
| 01   | Nico Rosberg      | Mercedes             | 53     | 1      | 1:32:41,997 | 01    | 1:39,094 (52.)   |
| 02   | Lewis Hamilton    | Mercedes             | 53     | 1      | + 25,022    | 10    | 1:40,266 (36.)   |
| 03   | Kimi Räikkönen    | Ferrari              | 53     | 1      | + 31,998    | 03    | 1:40,101 (47.)   |
| 04   | Valtteri Bottas   | Williams-Mercedes    | 53     | 1      | + 50,217    | 02    | 1:41,159 (37.)   |
| 05   | Felipe Massa      | Williams-Mercedes    | 53     | 2      | + 1:24,427  | 04    | 1:39,743 (52.)   |
| 06   | Fernando Alonso   | McLaren-Honda        | 52     | 1      | + 1 Runde   | 14    | 1:40,347 (52.)   |
| 07   | Kevin Magnussen   | Renault              | 52     | 1      | + 1 Runde   | 17    | 1:41,832 (50.)   |
| 08   | Romain Grosjean   | Haas-Ferrari         | 52     | 1      | + 1 Runde   | 15    | 1:42,026 (51.)   |
| 09   | Sergio Pérez      | Force India-Mercedes | 52     | 2      | + 1 Runde   | 06    | 1:41,897 (47.)   |
| 10   | Jenson Button     | McLaren-Honda        | 52     | 1      | + 1 Runde   | 12    | 1:41,720 (50.)   |
| 11   | Daniel Ricciardo  | Red Bull-TAG Heuer   | 52     | 2      | + 1 Runde   | 05    | 1:41,179 (46.)   |
| 12   | Carlos Sainz jr.  | Toro Rosso-Ferrari   | 52     | 1      | + 1 Runde   | 11    | 1:42,205 (41.)   |
| 13   | Jolyon Palmer     | Renault              | 52     | 1      | + 1 Runde   | 18    | 1:420,660 (37.)  |
| 14   | Marcus Ericsson   | Sauber-Ferrari       | 52     | 2      | + 1 Runde   | 22    | 1:42,050 (45.)   |
| 15   | Daniil Kwjat      | Red Bull-TAG Heuer   | 52     | 2      | + 1 Runde   | 08    | 1:42,344 (44.)   |
| 16   | Felipe Nasr       | Sauber-Ferrari       | 52     | 1      | + 1 Runde   | 19    | 1:42,253 (50.)   |
| 17   | Esteban Gutiérrez | Haas-Ferrari         | 52     | 2      | + 1 Runde   | 16    | 1:42,378 (52.)   |
| 18   | Pascal Wehrlein   | Manor-Mercedes       | 51     | 2      | + 2 Runde   | 20    | 1:41,907 (43.)   |
| –    | Max Verstappen    | Toro Rosso-Ferrari   | 33     | 1      | DNF         | 09    | 1:42,029 (32.)   |
| –    | Sebastian Vettel  | Ferrari              | 0      | 0      | DNF         | 07    | –                |
| –    | Nico Hülkenberg   | Force India-Mercedes | 0      | 0      | DNF         | 13    | –                |
| –    | Rio Haryanto      | Manor-Mercedes       | 0      | 0      | DNF         | 21    | –                |

Anmerkungen
1. ↑  Sainz jr. erhielt eine Zehn-Sekunden-Zeitstrafe, da er Palmer von der Strecke gedrängt hatte
2. ↑  Nasr erhielt eine Fünf-Sekunden-Zeitstrafe, da er nach dem Verlassen der Strecke die Markierungen zum Wiederbefahren ignoriert hatte

## WM-Stände nach dem Rennen
Die ersten zehn des Rennens bekamen 25, 18, 15, 12, 10, 8, 6, 4, 2 bzw. 1 Punkt(e).

### Fahrerwertung
| Pos. | Fahrer           | Konstrukteur       | Punkte |
| ---- | ---------------- | ------------------ | ------ |
| 01   | Nico Rosberg     | Mercedes           | 100    |
| 02   | Lewis Hamilton   | Mercedes           | 57     |
| 03   | Kimi Räikkönen   | Ferrari            | 43     |
| 04   | Daniel Ricciardo | Red Bull-TAG Heuer | 36     |
| 05   | Sebastian Vettel | Ferrari            | 33     |
| 06   | Felipe Massa     | Williams-Mercedes  | 32     |
| 07   | Romain Grosjean  | Haas-Ferrari       | 22     |
| 08   | Daniil Kwjat     | Red Bull-TAG Heuer | 21     |
| 09   | Valtteri Bottas  | Williams-Mercedes  | 19     |
| 10   | Max Verstappen   | Toro Rosso-Ferrari | 13     |
| 11   | Fernando Alonso  | McLaren-Honda      | 8      |
| 12   | Kevin Magnussen  | Renault            | 6      |

| Pos. | Fahrer            | Konstrukteur         | Punkte |
| ---- | ----------------- | -------------------- | ------ |
| 13   | Nico Hülkenberg   | Force India-Mercedes | 6      |
| 14   | Carlos Sainz jr.  | Toro Rosso-Ferrari   | 4      |
| 15   | Sergio Pérez      | Force India-Mercedes | 2      |
| 16   | Jenson Button     | McLaren-Honda        | 1      |
| 17   | Stoffel Vandoorne | McLaren-Honda        | 1      |
| 18   | Jolyon Palmer     | Renault              | 0      |
| 19   | Marcus Ericsson   | Sauber-Ferrari       | 0      |
| 20   | Pascal Wehrlein   | Manor-Mercedes       | 0      |
| 21   | Felipe Nasr       | Sauber-Ferrari       | 0      |
| 22   | Esteban Gutiérrez | Haas-Ferrari         | 0      |
| 23   | Rio Haryanto      | Manor-Mercedes       | 0      |

### Konstrukteurswertung
| Pos. | Konstrukteur       | Punkte |
| ---- | ------------------ | ------ |
| 1    | Mercedes           | 157    |
| 2    | Ferrari            | 76     |
| 3    | Red Bull-TAG Heuer | 57     |
| 4    | Williams-Mercedes  | 51     |
| 5    | Haas-Ferrari       | 22     |
| 6    | Toro Rosso-Ferrari | 17     |

| Pos. | Konstrukteur         | Punkte |
| ---- | -------------------- | ------ |
| 07   | McLaren-Honda        | 10     |
| 08   | Force India-Mercedes | 8      |
| 09   | Renault              | 6      |
| 10   | Sauber-Ferrari       | 0      |
| 11   | Manor-Mercedes       | 0      |